# 肾果远志
肾果远志（学名：Polygala didyma）为远志科远志属下的一个种。

## 扩展阅读
維基物種上的相關：肾果远志